# Distrito de Sipaliwini
Sipaliwini es el distrito de mayor extensión de la república de Surinam, situado en la zona sur del país. Al contrario que el resto de los distritos, no tiene una capital administrativa, siendo gobernada directamente por la asamblea nacional de Paramaribo. Tiene una población de 34 136 habitantes que ocupan una extensión de 130 567 km², superando por mucho la sumatoria del área de los otros nueve distritos juntos. La mayor parte de su territorio es virgen, sin haber sido utilizado por el ser humano (con excepción de las regiones septentrional y occidental). Además de ser el más extenso, Sipaliwini se caracteriza por ser el de más reciente creación.

## Historia

Zonas adyacentes en disputa.

No fue hasta 1983 cuando fue finalmente constituido y en un principio se le denominó simplemente Binnenland (Interior). Más tarde, una comisión parlamentaria especial aconsejó al gobierno central que pasara a llamarle Sipaliwini. Es el distrito de más reciente creación,
Los historiadores establecen que los primeros habitantes de la zona fueron cazadores de la época del Paleolítico. Ya durante la época colonial, al entrar a formar parte del imperio Holandés, la región permaneció bastante olvidada, ya que se temía por parte de los colonos cualquier posible ataque de los portugueses desde Brasil. No fue hasta el siglo XX cuando se comenzó a llevar a cabo un desarrollo económico de la zona.
La región ha sido testigo durante varias décadas de las luchas entre tropas de Guyana y Surinam por conflictos fronterizos en la zona sudoeste. Igualmente, la zona sureste del distrito (la comprendida entre los ríos Litani y Marouini -nombre francés de Marowijne-) ha supuesto numerosos conflictos entre el país con su vecina la Guayana Francesa.

## Geografía
Sipaliwini limita al norte con los distritos de Nickerie, Coronie, Para, Brokopondo (que se adentra en el territorio de Sipaliwini, cubriendo el embalse Brokopondo) y Marowijne. El resto de sus límites son fronteras internacionales, con Guyana Francesa por el oriente, Brasil por el sur, y Guyana por el occidente.
Tiene una superficie de 130 567 km², que en términos de extensión corresponde al área de Grecia. Ocupa cerca de cuatro quintas partes (el 79,7%) del total nacional surinamés.

## División administrativa

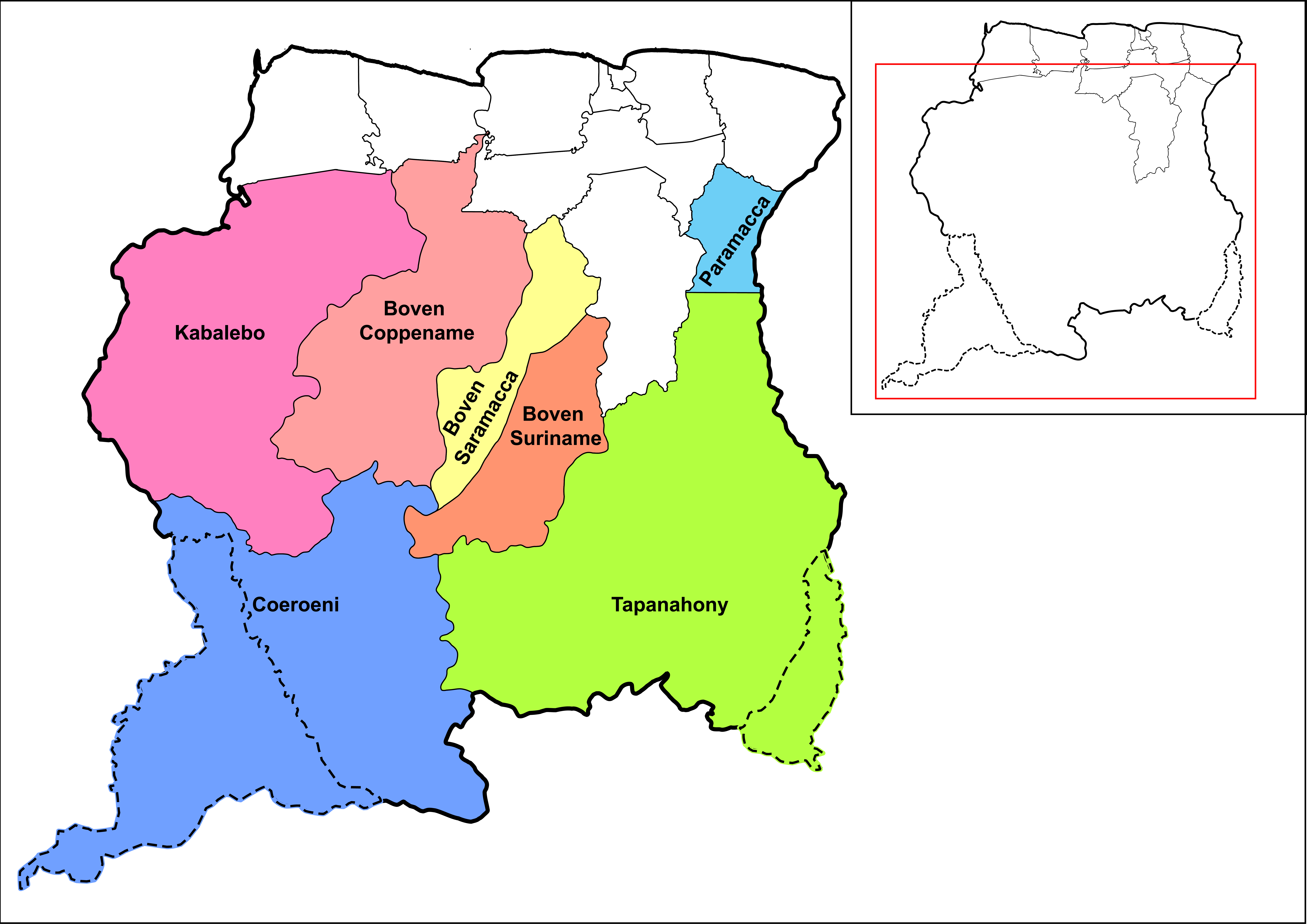
Ressorts de Sipaliwini.

Sipaliwini está subdividido en seis ressorts que según cifras de 2009 estaban poblados de la siguiente forma:
1. Boven Coppename - 630 habs.
2. Boven Saramacca - 900 habs.
3. Boven Suriname - 15 000 habs.
4. Coeroeni - 1000 habs.
5. Kabalebo - 1020 habs.
6. Tapanahoni - 10 000 habs.
7. Paramacca

## Localidades del distrito
- Anapaike,
- Apetina,
- Apoera,
- Aurora,
- Benzdorp,
- Bakhuis,
- Bitagron,
- Botopasi,
- Cottica,
- Djumu,
- Goddo,
- Kajana,
- Kamp 52 (actualmente deshabitado).
- Kwamalasamutu,
- Nieuw Jacobkondre,
- Pelelu Tepu,
- Pokigron,
- Pontoetoe.